# Linköpings Sankt Lars distrikt
Linköpings Sankt Lars distrikt är ett distrikt i Linköpings kommun och Östergötlands län. 
Distriktet ligger i östra delen av Linköping. 

## Tidigare administrativ tillhörighet
Distriktet inrättades 2016 och utgörs av en del av området som till 1971 utgjorde Linköpings stad och en del av det som före 1911 utgjorde Sankt Lars socken.
Området motsvarar den omfattning Linköpings S:t Lars församling hade 1999/2000 och fick 1972 efter utbrytningar.